# Fonds de commerce
Le fonds de commerce est une notion juridique existant dans certains pays comme la France, l'Algérie, la Tunisie, le Maroc, la Belgique, le Luxembourg et le Québec. Il est défini comme un ensemble d'éléments mobiliers corporels et incorporels (dont le droit au bail), réunis en vue d'attirer une clientèle.
Le fonds de commerce qui est un bien composite, dans le sens où il est constitué de plusieurs autres biens, est considéré comme un meuble, par le jeu d'une fiction juridique. La notion de fonds de commerce, qui concerne essentiellement les entreprises du secteur de la vente ou du service direct à la clientèle, matérialise ainsi la position de vente de l'entreprise par rapport à sa clientèle.

## Éléments
Le fonds de commerce est un bien meuble incorporel. On peut le considérer comme une universalité de fait, c'est-à-dire un bilan qui enveloppe un ensemble d'éléments mobiliers qui sont eux-mêmes corporels ou incorporels. Il comprend l'ensemble des éléments affectés par un commerçant à une exploitation en vue de satisfaire une clientèle.
Il est indispensable de bien distinguer le fonds de commerce d'une part, et les éléments qui le composent d'autre part. En effet le premier est plus que la somme des éléments le composant. Ainsi, il y aura toujours un fonds de commerce alors même que la totalité de ses éléments auraient été amenés à disparaître, à être détruits ou bien vendus. Cependant, il ne peut y avoir fonds de commerce sans clientèle ; cette dernière est plus qu'un élément du fonds de commerce, elle en constitue sa finalité.
Le fonds de commerce ne fait l'objet d'aucune définition légale. En revanche, les éléments pouvant être inclus dans un fonds de commerce sont listés à l'article L142-2 du Code de Commerce et se divisent en deux catégories, les biens incorporels et les biens corporels.

### Éléments constitutifs incorporels
- la clientèle, l'élément essentiel sans lequel le fonds ne peut exister ;
- l'achalandage ;
- le droit au bail, réglementé par les articles L. 145 et suivants du code de commerce qui traitent du droit des baux commerciaux
- l'enseigne et le nom commercial ;
- et certaines autorisations administratives, les marques, brevets et logiciels.

### Éléments constitutifs corporels
- les marchandises ;
- le matériel.

### Éléments non constitutifs
Les immeubles dans lesquels est exploitée l'activité commerciale ne font jamais partie du fonds de commerce, même s'ils sont la propriété de l'exploitant et constituent un élément déterminant d'attractivité pour la clientèle (par exemple, un hôtel).

## Valeur
C'est un élément important de l'évaluation d'entreprise. Sa valeur est plus ou moins proportionnelle à l'importance de cette clientèle ; elle est souvent chiffrée en mois de chiffres d'affaires. Ce nombre est généralement lié au type d'activité, vu que les marges commerciales sont fonction de celle-ci.

## Transmission
Le fonds de commerce est cessible en même temps ou à part des autres actifs d'exploitation. L'apport à une société permet à son propriétaire de continuer à l'exploiter en échange de parts sociales de la société. Il peut aussi être mis, sous certaines conditions, en location-gérance ou faire l'objet d'un nantissement, notamment en garantie d'un crédit.

### Cession

#### Cession de fonds de commerce
L'acte peut être établi par acte authentique (notaire), par acte d'avocats (avocat) ou bien par acte sous seing-privé. Dans les deux cas, l'article L 141-1 du Code de Commerce exige que l'acte de cession de fonds de commerce fasse état de cinq mentions obligatoires :
1. le prix de vente du fonds ;
2. le nom du précédent vendeur du fonds, la date et la nature de son acte d'acquisition et le prix de cette acquisition pour les éléments incorporels, les marchandises et le matériel ;
3. l'état des privilèges et nantissements grevant le fonds ;
4. Le vendeur doit indiquer le chiffre d'affaires et les résultats d'exploitation qu'il a réalisés durant les trois exercices comptables précédant celui de la vente, ce nombre étant réduit à la durée de la possession du fonds si elle est inférieure à trois ans (C. com. art. L 141-1, 3° et 4° modifié par la loi 2012-387 du 22 mars 2012). Cette obligation s'impose au vendeur même s'il a donné son fonds en location-gérance ;
5. le bail, sa date, sa durée, le nom et l'adresse du bailleur et du cédant, s'il y a lieu.

L'omission de l'une de ces mentions obligatoires entraîne la nullité de l'opération. Il s'agit d'un cas de nullité relative qui, à ce titre, peut être invoquée par le seul acquéreur, dans le délai d'un an à compter de la vente (voir Cour de cassation, Chambre commerciale, arrêt du 31 mars 2004).
Il peut, dans le même temps, engager la responsabilité du vendeur et de ceux qui ont participé à la vente en tant qu'intermédiaire ou de rédacteur d'acte.
À ces mentions obligatoires, les parties peuvent ajouter des clauses permettant s'assurer l'effectivité de la transmission de la clientèle telles que la clause de non-concurrence, la clause pénale ou les différentes de clause de règlement des différends : clause d'arbitrage, clause attributive de juridiction (F.-L. Simon, La clause de non-concurrence post-contractuelle dans les contrats de distribution (Panorama de jurisprudence et Prospective), LDR 9 janvier 2019.

##### Information préalable des salariés
La loi no 2014-856 du 31 juillet 2014 relative à l'économie sociale et solidaire a instauré un droit d'information préalable au profit des salariés qui s'impose, à peine de nullité de l'acte, dans certaines hypothèses.

##### Publicité de l'acte
La cession de fonds de commerce doit faire l'objet de formalités d'enregistrement et de publicité afin d'informer l'administration fiscale et les tiers.
- L'acte doit être enregistré auprès du service enregistrement des impôts du lieu de situation du fonds de commerce dans le délai d'un mois à compter de sa signature. L'acquéreur doit alors acquitter des droits d'enregistrement progressifs se décomposant de la manière suivante : 0 % entre 1 et 23 000 euros, 3 % entre 23 000 euros et 200 000 euros et 5 % au-delà de 200 000 euros.
- L'acte doit être publié dans le délai de 15 jours à compter de signature, dans un journal d'annonces légale, et un avis doit être inséré au Bulletin officiel des annonces civiles et commerciales (BODACC) (article L.141-12 du Code de Commerce).

Cette publicité est destinée à informer les tiers, en particulier les créanciers du vendeur qui pourront, le cas échéant, former opposition sur le prix de vente (article L141-19 du Code de commerce).

### Apport à une société

#### Champ d'application
Cet apport peut être le moyen pour le commerçant de sortir du régime de la responsabilité indéfinie sur l'exploitation du fonds de commerce en faisant entrer son activité dans le champ de la responsabilité limitée de la société, qui reçoit l'apport.
Cet apport est effectué dans le cadre de la réglementation des apports à une société. Il s'agira d'un apport en nature, qui donnera lieu à l'octroi de parts sociales ou d'actions dans le capital de la société.
L'évaluation de l'apport doit suivre la réglementation applicable en la matière et la désignation d'un commissaire aux apports s'avère souvent nécessaire.
En outre, l'apport impose de rédiger un contrat d'apport écrit comportant des mentions obligatoires.

#### Incidences fiscales
Lors de la réalisation de cette opération, il est nécessaire de prendre en considération les incidences fiscales et de faire effectuer les formalités de publicité afin que l'apport du fonds de commerce soit opposable aux tiers créanciers.
A titre d'exemples, les clauses suivantes devront être intégrées :
- En matière de droits d'enregistrement : afin de bénéficier de l'exonération des droits proportionnels d'enregistrement, conformément à l'article 810 bis alinéa 1 du Code Général des Impôts, l'apporteur s'engage à conserver pendant trois années les titres reçues en contrepartie de l'apport du présent apport de fonds artisanal ;
- Relativement à la TVA : Il est précisé que l'apport des éléments corporels consécutifs à l'apport du fonds artisanal est exonéré de Taxe sur la Valeur Ajoutée (T.V.A.), le bénéficiaire s'engage de façon irrévocable à soumettre à la T.V.A. les cessions ultérieures dudit bien objet de la présente opération et à procéder, le cas échéant, aux régularisations prévues par les articles 210 et 215 de l'annexe II du Code Général des Impôts, qui auraient été exigibles. Le bénéficiaire s'engage à effectuer, le moment venu, une déclaration en double exemplaire auprès des administrations compétentes ;
- Option pour l'article 151 Octies du Code Général des Impôts : L'apporteur et la société déclarent opter conjointement pour le régime spécial de l'article 151 Octies du Code Général des Impôts. L'imposition de la plus-value nette à long terme réalisée sur l'apport des éléments non amortissables est reportée jusqu'au moment où interviendra la cession à titre onéreux des droits sociaux reçus en rémunération de l'apport, le rachat de ces droits par la Société ou la cession par la Société des biens concernés. Ce report d'imposition est subordonné à la production par l'apporteur d'un état qu'il joindra à la déclaration de revenus souscrite au titre de l'année au cours de laquelle l'apport a été réalisé.

### Location-gérance
La location-gérance ou « gérance libre » est un « contrat ou une convention par lequel le propriétaire ou l'exploitant d'un fonds de commerce ou d'un établissement artisanal en concède totalement ou partiellement la location à un gérant qui l'exploite à ses risques et périls ».
Pour qu'il y ait location-gérance il faut qu'il y ait fonds de commerce et principalement une clientèle.
Le preneur doit avoir la qualité de commerçant et la capacité commerciale.
Depuis l'ordonnance du 25 mars 2004, l'art. L. 144-3 du C. com. exige seulement que le bailleur ait exploité pendant deux ans au moins le fonds. Sur cette question, une décision judiciaire a été rendue et dont le dispositif est : Le contrat de location-gérance conclu sous la condition suspensive de l'obtention par le preneur d'une autorisation judiciaire le dispensant de la condition d'exploitation personnelle du fonds de commerce pendant au moins deux ans préalablement à sa mise en gérance est valable puisqu'il a été stipulé que le contrat ne prendrait effet qu'à la date de la réalisation de la condition suspensive,.
Il s'agit d'un contrat consensuel, qui n'impose en principe aucune condition de forme. Ce principe supporte une exception lorsque le contrat de location gérance comporte un engagement d'exclusivité. Par ailleurs, un certain formalisme est indispensable à raison des exigences de publicité qui sont : l'inscription du preneur au registre du commerce en qualité de commerçant, l'inscription du bailleur en sa qualité de loueur de fonds de commerce, la publication par voie d'extrait dans un journal d'annonces légales dans les quinze jours de la formation du contrat.
Le contrat de location-gérance fait peser les obligations habituelles résultant du contrat de louage de choses (art. 1714 du C. com.). Le locataire gérant doit verser la redevance au bailleur, respecter la destination du fonds et il ne peut pas céder ou nantir (mettre en gage ou hypothéquer) le fonds. Le contrat est conclu intuitu personæ du point de vue du preneur, ce qui lui interdit de céder le bail ou de le sous-louer. Il est évident que le bailleur doit mettre le fonds en location-gérance à la disposition du preneur.
Le locataire gérant n'a aucun droit vis-à-vis du propriétaire du local c'est-à-dire que ce n'est que le propriétaire du fonds de commerce qui peut demander au bailleur le renouvellement du bail.
Vis-à-vis des créanciers du bailleur, le fait de confier la direction du fonds à une tierce personne fait peser un risque sur l'avenir du fonds. Les créanciers du bailleur, propriétaire du fonds, peuvent demander la déchéance du terme de leurs créances au tribunal de commerce. Quant aux créanciers du locataire-gérant, ils encourent un risque grave car le fonds de commerce n'appartient pas à leur débiteur. L'article L. 144-7 du C. com. prévoit donc que le bailleur et le locataire-gérant sont solidairement responsables des dettes contractées à l'occasion de l'exploitation du fonds pendant un délai de six mois à compter des formalités de publicité.

### Droit au bail
Le droit au bail est le droit qui protège le preneur du local dans lequel le fonds de commerce est exploité, qui lui accorde le droit au renouvellement du bail. Il peut être cédé soit avec le fonds de commerce, soit isolément.

### Sûretés
Les sûretés sont des garanties données aux créanciers pour minimiser les risques qu'ils encourent en prêtant de l'argent à leurs débiteurs : notion de nantissement.

## Notion connexe
La notion de fonds de commerce est plus étroite que celle de goodwill, utilisée en droit britannique. Cette dernière concerne les entreprises ayant une activité plus large que le commerce et reprend l'ensemble des éléments non matériels censés assurer la rentabilité future de l'affaire.